# Peter Binkovski
Peter Binkovski (28 juni 1972) is een voormalig profvoetballer uit Slovenië. Hij speelde als middenvelder bij onder meer NK Maribor en Östers IF.

## Interlandcarrière
Onder leiding van bondscoach Zdenko Verdenik maakte Binkovski zijn debuut voor het Sloveens voetbalelftal op 8 februari 1994 in de vriendschappelijke interland tegen Georgië (0-1), net als Mladen Rudonja (NK Zagreb) en Marinko Galič (NK Branik Maribor). Hij viel in dat duel na 74 minuten in voor Alfred Jermaniš. Binkovski speelde in totaal zestien interlands, en scoorde één keer voor zijn vaderland.

## Erelijst
NK Maribor
- Beker van Slovenië

1992, 1994